# Bergen auf Rügen
Bergen auf Rügen er en by og kommune i det nordøstlige Tyskland, beliggende under Landkreis Vorpommern-Rügen midt på øen Rügen i delstaten Mecklenburg-Vorpommern. Siden 2005 har Bergen været administrationsby i Amtet Bergen auf Rügen, som med en befolkning på over 23.000 mennesker[kilde mangler] er det befolkningsrigeste amt i Mecklenburg-Vorpommern.

## Bergens bydele
| - Bergen Süd - Dumsevitz - Kaiseritz - Karow - Kiekut | - Neklade - Streu - Tilzow - Trips - Zittvitz |

## Seværdigheder
- Marienkirche – Opført af Prins Jaromar 1. i 1185, er Rügen's ældste bevarede bygning. En gravsten i ydermuren hævdes at være prinsens.
- Stadtmuseum Bergen